# 치키 베히리스타인
아이토르 '치키' 베히리스타인 무히카(스페인어: Aitor 'Txiki' Begiristain Mújica, 1964년 8월 12일 ~ )는 스페인의 전 축구 선수, 현 축구 행정가이다. 현역 시절 포지션은 왼쪽 윙어로, 주로 레알 소시에다드와 바르셀로나에서 활약했다. 현재 잉글랜드 프리미어리그 맨체스터 시티의 디렉터이다.

## 선수 경력
베히리스타인은 1982년 18세의 나이로 레알 소시에다드에 입단하였고, 1988년까지 팀에서 뛰었다. 그는 입단 첫 해부터 욘 토샤크 감독에 의해 팀의 필수적인 선수로 성장하였으며, 아틀레티코 마드리드와의 1986-87 시즌 코파 델 레이 결승에서 2-1로 앞서나가는 골을 성공시켰고, 팀은 최종 스코어 2-2로 무승부를 거둔 뒤 승부차기에서 4대2로 승리하여 팀이 우승을 차지하는데 공헌하였다.
1987-88 시즌 프리메라리가와 코파 델 레이에서 FC 바르셀로나에 밀려 준우승을 차지한 뒤 1988년 FC 바르셀로나로 팀을 옮겼고, 주전으로 뛰면서 안도니 수비사레타, 훌리오 살리나스, 욘 안도니 고이코에체아 등의 다른 바스크 출신 선수들과 함께 뛰면서 4번의 리그 우승 등을 경험하며 팀의 전성기와 함께하였다. 1995년 주전 자리에서 밀려난 그는 데포르티보 라코루냐와 계약하였고, 레알 마드리드 CF를 꺾고 수페르코파 데 에스파냐 우승을 차지하는 데 공헌하였다. 2년 뒤 일본으로 가 우라와 레드 다이아몬즈에서 2년간 뛴 후, 그곳에서 은퇴하였다. 은퇴 이후, FC 바르셀로나의 디렉터로 직을 맡았고 2010년에 여름에 자리에서 물러났다.
베히리스타인은 스페인 축구 국가대표팀에서 22경기에 나와 6골을 넣었으며, 체코슬로바키아과의 경기에서 데뷔하였다.

## 수상 경력
- 레알 소시에다드:
  - 수페르코파 데 에스파냐 : 1982
  - 국왕컵 : 1986-1987
- FC 바르셀로나:
  - 라리가 : 1990–91, 1991–92, 1992–93, 1993–94
  - 국왕컵 : 1989-1990
  - 유로피언컵 : 1991–92
  - UEFA컵 위너스컵: 1988-1989
  - UEFA 슈퍼컵: 1992
- 데포르티보 라 코루냐:
  - 수페르코파 데 에스파냐 : 1995